# 中尾歌舞伎
中尾歌舞伎（なかおかぶき）は、長野県伊那市長谷中尾地区に伝わる農村歌舞伎の一つ。伊那市の無形民俗文化財に指定されている（1998年（平成10年）6月24日付け、当時・上伊那郡長谷村）。

## 概要

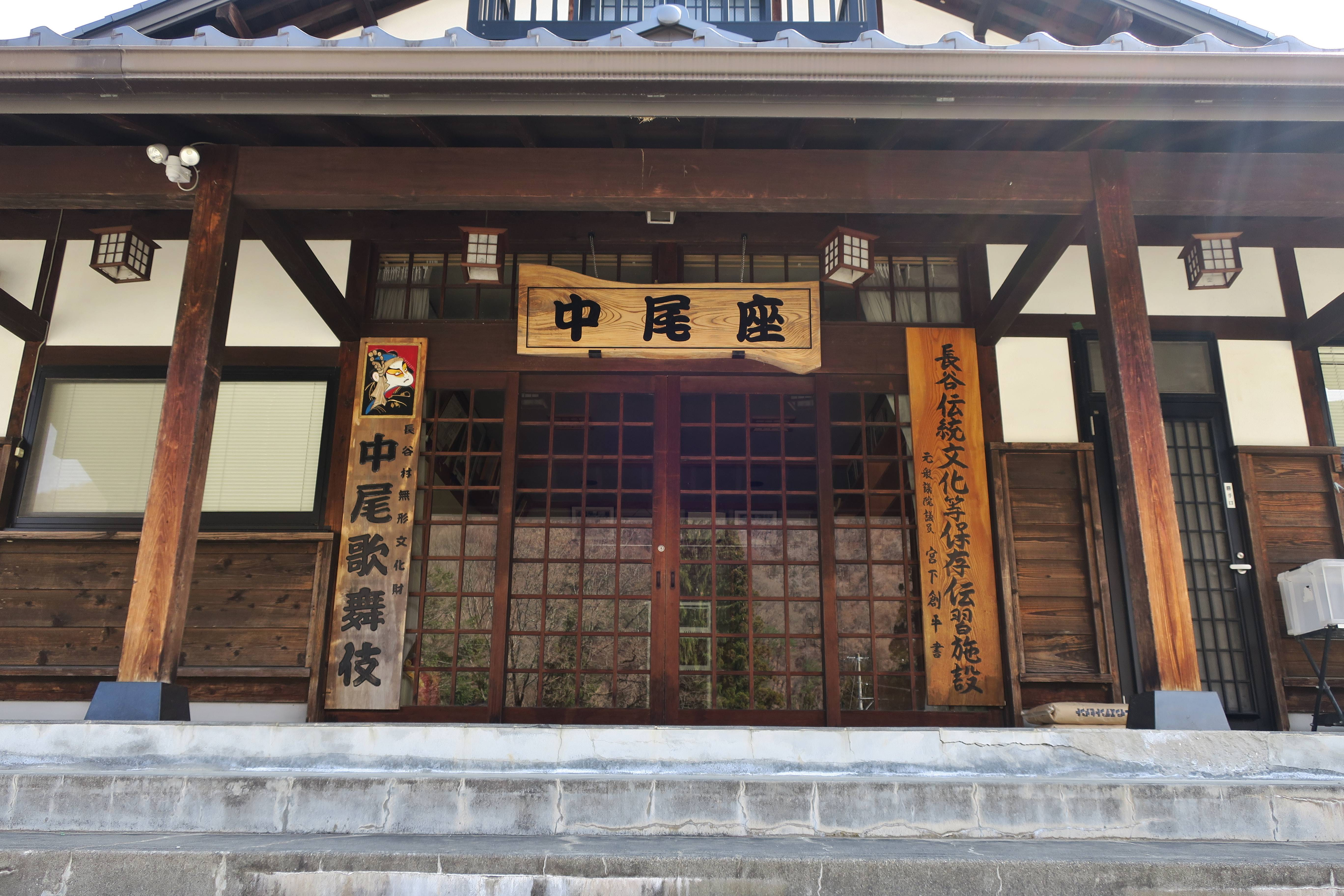
中尾座

江戸時代の明和4年（1767年）頃、この地に旅芸人が来て、上中尾の神様を祀る神社の前宮で演じたのが始まりとされている。その後、太平洋戦争で一時途絶えたが、1986年（昭和61年）4月29日の神明社春祭りに合わせ、地元の青年会員の手によって30余年ぶりに復活した。1996年（平成8年）には廻り舞台が設置された本格的な芝居小屋「中尾座」が完成した。
復活後、毎年春と秋に2回の定期公演を開催していたが、2017年（平成29年）に保存会の会員や演者の不足により活動を休止。活動再開を望む多くの声を受け（映画監督・後藤俊夫を招いての応援イベントが開催された）、地元で検討を重ねた結果、2018年（平成30年）1月より稽古を再開。そして4月29日、満席となった中尾座で歌舞伎を披露した。
主な演題に、御所桜堀川夜討弁慶上使の段、義経千本桜鮓屋の段、奥州安達原三段目袖萩祭文の段、絵本太功記十段目尼ヶ崎の段、人情噺文七元結、一谷嫩軍記熊谷陣屋の段などがある。中尾には慶応元年(1865年）の年号がある引幕や、浄瑠璃本10数冊が残されている。

## 公演

### 独自公演
- 平成26年春季公演「恋女房染分手綱 重の井子別れの段」
- 平成26年秋季公演「神霊矢口之渡 頓兵衛住家の段」
- 平成27年春季公演「一谷嫩軍記 熊谷陣屋」
- 平成27年秋季公演「奥州安達原三段目 袖萩祭文の段」
- 平成28年春季公演「人情噺 文七元結」
- 平成28年秋季公演「乳母重の井」
- 平成30年春季公演「御所桜堀川夜討 弁慶上使の段」 - 前座は伊那市立長谷小学校4年生児童らによる演劇「孝行猿」[7]。

### 複数団体公演
- 平成23年第5回信州農村歌舞伎祭「奥州安達ヶ原三段目 袖萩祭文の段」
- 平成24年第6回信州農村歌舞伎祭「恋女房染分手綱 重の井子別れの段」
- 平成26年第8回信州農村歌舞伎祭「御所桜堀川夜討 弁慶上使の段」
- 平成28年第10回信州農村歌舞伎祭「奥州安達ヶ原三段目 袖萩祭文の段」